# Ghaziabad (district)
Ghaziabad is een district van de Indiase staat Uttar Pradesh. In 2001 telde het district 3.289.540 inwoners op een oppervlakte van 1956 km². Het oostelijke gedeelte werd in 2011 echter afgesplitst en vormt sindsdien het afzonderlijke district Hapur.
Ghaziabad maakt deel uit van de divisie Meerut. De hoofdstad is het gelijknamige Ghaziabad. Andere plaatsen binnen het district zijn onder meer Modinagar, Muradnagar, Loni en Dasna. Ghaziabad wordt doorsneden door de rivier de Hindon. Door het noordwestelijke grensgebied van het district stroomt de Yamuna.
In het zuidwesten grenst Ghaziabad aan het hoofdstedelijk territorium Delhi. Dit gedeelte van het district (onder meer de steden Loni en Behta Hajipur) behoort tot de stedelijke agglomeratie van Delhi.
Hoofdstad: Lucknow
Districten:
Divisie Agra: Agra · Firozabad · Mainpuri · Mathura
Divisie Aligarh: Aligarh · Etah · Hathras · Kasganj
Divisie Ayodhya (Faizabad): Ambedkar Nagar · Amethi · Ayodhya (Faizabad) · Barabanki · Sultanpur
Divisie Azamgarh: Azamgarh · Ballia · Mau
Divisie Bareilly: Bareilly · Budaun · Pilibhit · Shahjahanpur
Divisie Basti: Basti · Sant Kabir Nagar · Siddharthnagar
Divisie Benares (Varanasi): Benares (Varanasi) · Chandauli · Ghazipur · Jaunpur
Divisie Chitrakoot: Banda · Chitrakoot · Hamirpur · Mahoba
Divisie Devipatan: Bahraich · Balrampur · Gonda · Shravasti
Divisie Gorakhpur: Deoria · Gorakhpur · Kushinagar · Maharajganj
Divisie Jhansi: Jalaun · Jhansi · Lalitpur
Divisie Kanpur: Auraiya · Etawah · Farrukhabad · Kannauj · Kanpur Dehat · Kanpur Nagar
Divisie Lucknow: Hardoi · Lakhimpur Kheri · Lucknow · Raebareli · Sitapur · Unnao
Divisie Meerut: Bagpat · Bulandshahr · Gautam Buddha Nagar · Ghaziabad · Hapur · Meerut
Divisie Mirzapur: Bhadohi · Mirzapur · Sonbhadra
Divisie Moradabad: Amroha · Bijnor · Moradabad · Rampur · Sambhal
Divisie Prayagraj (Allahabad): Fatehpur · Kaushambi · Pratapgarh · Prayagraj (Allahabad)
Divisie Saharanpur: Muzaffarnagar · Saharanpur · Shamli